# Gudrun Burwitz
Gudrun Burwitz, née Himmler le 8 août 1929 à Munich et morte le 24 mai 2018 dans la même ville,, est une militante néonazie, cofondatrice de Stille Hilfe, une association qui vient en aide aux criminels de guerre nazis. Elle est connue pour son engagement en faveur de la réhabilitation de son père Heinrich Himmler, Reichsführer-SS et architecte de la Shoah.

## Biographie
Ses parents sont Heinrich Himmler et Margarete Siegroth (née Boden), infirmière. Ils se rencontrent en 1927 dans un train. Margareth Siegroth, surnommée Marga, est protestante, prussienne et divorcée. Elle n'est pas acceptée par sa belle famille, qui est catholique. Himmler lui écrit des lettres qu'il signe avec le terme « ton lansquenet ».
À la suite de sa rencontre avec Himmler, elle vend les parts de la clinique où elle est employée car son associé est juif.
Elle épouse Heinrich Himmler à Berlin-Schöneberg le 3 juillet 1928. Gudrun Himmler naît le 8 août 1929. Son père la surnomme Püppi. Ses parents adoptent également un garçon, Gerhard von der Ahé, le fils d'un officier SS décédé,,.

### Enfance
Elle passe les premières années de son enfance dans l'élevage de poules acheté par son père en 1928 avec la dot de sa mère, à Waldtruderig, un faubourg de Munich. Heinrich Himmler s'éloigne de sa femme, et Marga est le plus souvent seule dans la ferme avec Gudrun. Elle devient irritable. L'élevage n'est pas rentable et la ferme est revendue en 1933. La famille s'installe brièvement à Munich.
Petite, Gudrun Himmler est emmenée par son père lors de ses inspections à Dachau, le camp de concentration ouvert en 1933. Une photo avec son père est prise durant une de ces visites, qu'elle décrit de manière élogieuse dans ses carnets de notes personnels. Elle admire les fruits du verger, mais ne semble pas consciente du drame humain qui s'y joue. Son père est un des acteurs majeurs de la mise en place de la solution finale, et devient le chef incontesté des Schutzstaffel (SS).
Himmler est dès 1936 chef de la police allemande au ministère de l'Intérieur. Après 1936, la famille déménage à Gmund, en Haute-Bavière sur le Tegernsee. Adolf Hitler vient parfois dîner avec la famille, et Gudrun Himmler l'apprécie beaucoup, allant jusqu'à s'inquiéter pour sa vie. Elle reçoit chaque année de sa part une poupée et une boîte de chocolat lors des rencontres du Nouvel An,.
Comme son père est le plus souvent à Berlin, leurs contacts se limitent aux visites, aux lettres échangées et aux conversations téléphoniques. Il entretient une correspondance régulière avec sa femme et sa fille. Son éducation est sévère : elle reçoit des corrections si elle répond. Son frère adoptif témoigne plus tard de la violence vécue dans la famille Himmler, assurant trembler de peur à l'arrivée de son père adoptif. Il est d'ailleurs envoyé à neuf ans dans un internat, et considéré comme malhonnête par sa mère adoptive. Gudrun Himmler a elle-même des maux de ventre fréquents.
Dès 1940, elle est membre du Bund Deutscher Mädel (Ligue des jeunes filles allemandes) et est également souvent séparée de sa mère, qui travaille comme infirmière à la Croix-Rouge depuis 1939. Elle est souvent gardée par la sœur de sa mère, Lydia Boden.
La même année, ses parents se séparent, mais son père reste très proche d'elle, même s'il a deux autres enfants: un demi-frère né le 15 février 1942 au sanatorium Hohenlychen et une demi-sœur Nanette-Dorothea, (née le 20 juillet 1944 à Berchtesgaden). Ils sont nés de la relation de son père avec Hedwig Potthast, une de ses secrétaires, engagée en 1936. Himmler mène une politique de promotion des naissances illégitimes, et considère que la bigamie ou la polygamie est un moyen de maintenir une natalité élevée. Il pense par ailleurs qu'une seule femme au long de son existence ne suffit pas à un homme.

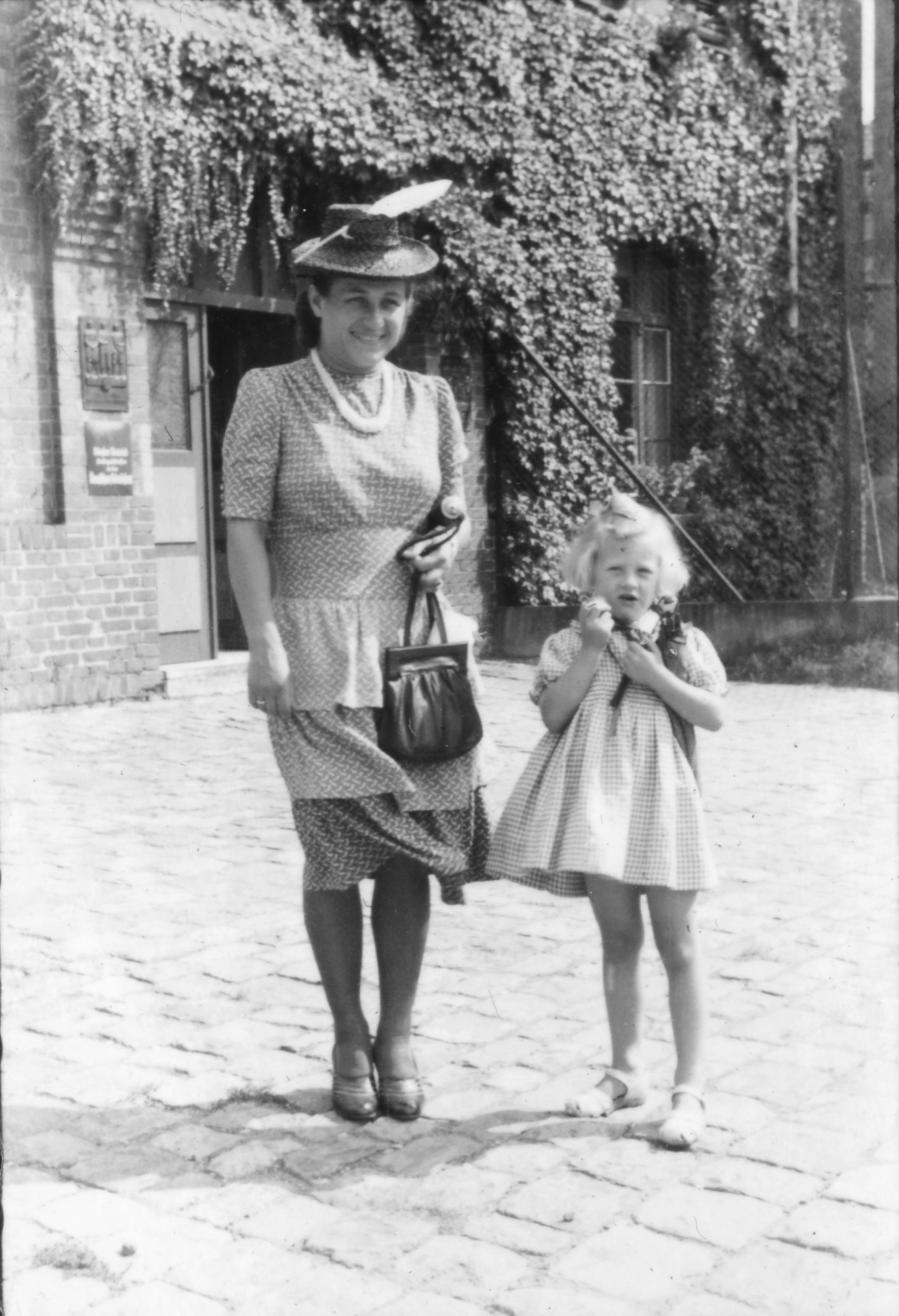
Margarete Himmler et sa fille.

Durant la guerre, elle reste à Gmund, où elle va à l'école. Malgré des conversations téléphoniques très régulières avec son père, elle ne le voit que quinze à vingt fois durant cette période. Il vient en visite à Gmund mais ne reste jamais plus de trois à quatre jours. Il lui envoie toutefois des vivres et des friandises, ainsi qu'à une occasion 150 tulipes de Hollande. Son père lui rend visite une dernière fois à Gmund en novembre 1944.
On sait qu'elle est au courant du déroulement de la guerre d'après les lettres qu'elle envoie à son père. Ce dernier pense d'ailleurs qu'on ne doit pas lui cacher la situation. Elle lui écrit son inquiétude au sujet de l'opération Barbarossa, et est consciente de la défaite dès juillet 1944.

### Arrestation et transfert à Nuremberg
Dans la nuit du 19 au 20 avril 1945, elle quitte Gmund avec sa mère pour se réfugier à Wolkenstein, dans le sud Tyrol, accompagnée par Erich Schnitzler. Elles sont dénoncées par le général SS Karl Wolff en échange de son retour en Allemagne et arrêtées par les Alliés le 13 mai 1945. Elles sont emmenées d'abord dans un hôtel à Bolzano, puis à Florence et à la Cinecittà à Rome. Au bout de quatre semaines, la jeune fille entame une grève de la faim en vue d'obtenir une meilleure alimentation. Elles sont interrogées par les Alliés sur les agissements de Himmler, puis après avoir transité par des prisons à Milan, Paris et Versailles, finalement transférées à Nuremberg.
Son père se suicide le 23 mai 1945 avec une capsule de cyanure mais elle ne l'apprend que le 20 août 1945, car sa mère ayant déclaré être cardiaque les Alliés lui cachent l'évènement. Elle tombe malade pendant trois semaines, persuadée que son père a été assassiné. Les Alliés lui donnent le nom de Schmidt afin de la protéger et lui conseillent de ne pas porter le nom de son père pour ne pas subir de représailles dans le futur. Malgré cela, elle refuse de renier la mémoire de son père et reste persuadée tout au long de sa vie qu'il a été assassiné.

### Les années après guerre: l'héritage des actes de son père
Gudrun et Marga restent jusqu'en novembre 1946 dans le camp 77 pour femmes de Louisbourg. Elles refusent de partir une fois libérées, par peur des représailles et par manque de moyens financiers. Elles sont finalement accueillies dans le couvent protestant de la Maison Damasque sous la direction du pasteur Bodelschwingh. Gudrun Himmler se considère catholique, comme son père, et refuse de tisser des liens avec la communauté chrétienne protestante de Bethel,.
Marga Himmler est d'abord considérée par la commission de dénazification de Bielefeld comme « peu compromise » en 1948, mais cette classification est révisée en 1951 où elle est qualifiée de « suiveuse ». En 1952, on la considère cette fois comme « compromise », ce qui entraîne la confiscation de ses propriétés et la radiation de son droit de vote. Selon le pasteur Bodelschwingh, elle et sa mère ne partent pas dans les meilleurs termes de la communauté de Bethel, et leur séjour n'est pas exempt de tensions, dû à leur « aveuglement absolu. »
En 1947, une école d'arts appliqués refuse son inscription après avoir pris connaissance de l'identité de son père, qu'elle ne cache absolument pas. Le chef du parti social démocrate de Bielefeld intervient alors pour lui permettre de ne pas souffrir des conséquences des actes de son père. Elle fait des études de couturière et débute un apprentissage de modiste. Elle quitte sa mère en 1950 pour aller vivre à Munich. Elle tente de retrouver ses demi-frères et sœurs, mais Hedwig Potthast l'en empêche. Ils resteront eux dans l'anonymat, une de ses demi-sœurs devenant médecin par la suite.
Elle épouse à la fin des années 1960 Wulf Dieter Burwitz, un journaliste et militant néo-nazi, dont elle aura deux enfants.
Elle garde le nom de son père malgré le conseil des Alliés d'en changer, ce qui lui pose des problèmes pour trouver et garder un emploi et un logement. Dès que son identité est connue, elle est obligée de quitter emploi ou logement. En 1955 par exemple, elle se rend à une soirée organisée par Oswald Mosley en présence d'Adolf von Ribbentrop à Londres et se targue d'y avoir rencontré des nazis. La pension du lac Tegern qui l'emploie la renvoie alors à la suite de la plainte d'un client dont la femme a été gazée à Auschwitz.
Dans son appartement sur la Georgenstrasse à Munich, elle constitue un véritable musée de souvenirs du passé de son père dont elle veut réhabiliter la mémoire. Elle fait des recherches, récolte des reliques,  établit des contacts avec d'anciens nazis et s'engage activement dans le militantisme néo-nazi.
Elle n'accorde qu'une seule interview au journaliste Norbert Lebert en 1960.
Gudrun Burwitz est l'amie d'Ursula Haverbeck, surnommé la « mamie nazie », condamnée pour révisionnisme après avoir nié à plusieurs reprises la réalité des chambres à gaz dans les camps d'extermination nazis.
Elle meurt à Munich ou dans une localité proche le 24 mai 2018 à l'âge de 88 ans.

## Stille Hilfe et son engagement néo-nazi
Gudrun Burwitz devient membre de l'association d'entraide d'anciens nazis, Stille Hilfe, dont le siège est en Allemagne,, en 1951. En français, le nom de l'association se traduit par « Aide silencieuse pour les prisonniers de guerre et les internés ». La princesse Hélène-Élisabeth d'Isembourg la préside. L'association soutient les prisonniers de guerre et leur prodigue une assistance juridique dans les procès d'après guerre, grâce à Rudolf Aschenauer (de), avocat. Elle soutient notamment Anton Malloth, un des surveillants du camp de Theresienstadt réputé les plus cruels. Grâce à Stille Hilfe et à Gudrun Burwitz, il reste 40 ans en Italie à Mérano, puis l'association lui trouve une place dans une maison de retraite de grand standing à Pullach sur une parcelle de terrain qui a autrefois appartenu à Rudolf Hess. Elle lui rend visite deux fois par année jusqu'en 2002. Parmi ses protégés figurent également Samuel Kunz, Klaas Carel Faber, Erich Priebke et Søren Kam, un officier SS assassin de Carl Henrik Clemmensen. Stille Hilfe par l’intermédiaire des ratlines, réseau d'exfiltration nazis, a aidé notamment Adolf Eichmann, Johann von Leers et Josef Mengele à rejoindre l'Amérique latine après la guerre.
En 1952, elle fonde la Wiking-Jugend, une association à l'image des jeunesses hitlériennes. L’organisation est interdite en Allemagne en 1994.
Gudrun Burwitz participe au rassemblement nazi d'Ulrichsberg en Autriche où elle fait figure de légende. On la surnomme même la princesse du nazisme.
Katrin Himmler, petite-fille du frère d'Heinrich Himmler, épouse un jeune homme d'origine juive, devenu citoyen israélien et descendant d'une famille du ghetto de Varsovie. Elle récuse l'héritage nazi de sa famille dans un livre Les Frères Himmler, une famille allemande.

### Filmographie
- The Decent One de Vanessa Lapa, 2014